# Клод Рейнс
Клод Рейнс (на английски: Claude Rains) е британско-американски филмов и театрален актьор.

## Биография
Роден е в Камбъруел, Лондон на 10 ноември 1889 г.
Рейнс е сред популярните актьори от т.нар. класически период на Холивуд от 1920-те до 1960-те години. В над 40-годишната си кариера той е номиниран четири пъти за награда „Оскар“ в категорията „Най-добра поддържаща мъжка роля“ за филмите: Господин Смит отива във Вашингтон (1939) на Франк Капра, Казабланка (1942) на Майкъл Къртис, Господин Скефингтън (1944) и Небезизвестните (1946) на Алфред Хичкок. Името му е и сред изпълнителите в суперпродукцията на Дейвид Лийн - Лорънс Арабски (1962).
Успоредно с кинопродукциите Клод Рейнс има успешна кариера и на театралната сцена. През 1951 г. той е отличен с престижната театрална награда „Тони“ в категорията за главна мъжка роля за изпълнението си в пиесата „Darkness at Noon“.
Умира Лакония, Ню Хампшър на 30 май 1967 г.

## Избрана филмография
| година | филм                                    | оригинално заглавие          | роля                               | режисьор                   | бележки              |
| ------ | --------------------------------------- | ---------------------------- | ---------------------------------- | -------------------------- | -------------------- |
| 1933   | Невидимият човек                        | The Invisible Man            | д-р Джак Грифин (невидимият човек) | Джеймс Уейл                |                      |
| 1938   | Приключенията на Робин Худ              | The Adventures of Robin Hood | принц Джон                         | Майкъл Къртис, Уилям Кейли |                      |
| 1939   | Господин Смит отива във Вашингтон       | Mr. Smith Goes to Washington | сенатор Джоузеф Пейн               | Франк Капра                | номинация за „Оскар“ |
| 1942   | Казабланка                              | Casablanca                   | капитан Луи Рено                   | Майкъл Къртис              | номинация за „Оскар“ |
| 1944   | Господин Скефингтън                     | Mr. Skeffington              | Джоб Скефингтън                    | Винсент Шърман             | номинация за „Оскар“ |
| 1945   | Цезар и Клеопатра                       | Caesar and Cleopatra         | Юлий Цезар                         | Габриел Паскал             |                      |
| 1946   | Небезизвестните                         | Notorious                    | Алекс Себастиан                    | Алфред Хичкок              | номинация за „Оскар“ |
| 1962   | Лорънс Арабски                          | Lawrence of Arabia           | господин Драйдън                   | Дейвид Лийн                |                      |
| 1965   | Най-великата история, разказвана някога | The Greatest Story Ever Told | Ирод Велики                        | Джордж Стивънс             |                      |